# Confine tra Algeria e Mauritania
Il confine tra l'Algeria e la Mauritania ha una lunghezza di 460 km e parte dal triplice confine con il Sahara Occidentale a ovest fino al triplice confine con il Mali a est.

## Descrizione
Il confine è costituito da un'unica linea retta orientata nord-est/sud-est che collega i triplici confini del Sahara occidentale e del Mali. Attraversa un tratto remoto e scarsamente popolato del deserto del Sahara.

## Storia
La Francia nel periodo 1830- 1847 occupò gran parte delle zone costiere settentrionali dell'Algeria, che fino ad allora erano state assoggettate al controllo nominale dell'Impero ottomano. Il 1880 vide un'intensa competizione tra le potenze europee per i territori in Africa, processo noto come "spartizione dell'Africa", che culminò nella Conferenza di Berlino del 1884, in cui le nazioni europee interessate concordarono le rispettive rivendicazioni territoriali e le regole degli impegni futuri. Come risultato di ciò, la Francia ottenne il controllo della valle superiore del fiume Niger (più o meno equivalente alle aree attuali del Mali e del Niger). La Francia occupò quest'area nel 1900 e successivamente la Mauritania nel 1903-1904; queste aree in seguito divennero costituenti della colonia federale dell'Africa Occidentale Francese (Afrique Occidentale Française, abbreviata AOF). Nel frattempo i francesi si spinsero più a sud dal litorale algerino, conquistando gran parte del Sahara algerino nel 1902. Un confine tra l'Africa Occidentale Francese e l'Algeria francese (come i confini moderni dell'Algeria con Mauritania, Mali e Niger) fu concordato il 7 giugno 1905 dal comandante dell'Alto Senegal e del Niger e dal comandante militare del dipartimento dell'Oasis all'interno dell'Algeria francese. Il confine fu ulteriormente definito dalla Convenzione di Niamey del giugno 1909.
Con la crescita del movimento per la decolonizzazione nell'epoca successiva alla seconda guerra mondiale, la Francia concesse gradualmente più diritti politici e rappresentanza alle proprie colonie dell'Africa subsahariana, arrivando alla concessione di un'ampia autonomia interna all'Africa Occidentale Francese nel 1958 nel quadro della Comunità francese. Alla fine, nel 1960, la Mauritania ottenne la piena indipendenza. La situazione in Algeria si rivelò molto più difficile, a causa della numerosa comunità di coloni francesi, e l'indipendenza fu concessa solo nel 1962 dopo una guerra sanguinosa. Da quel momento il confine Algeria-Mauritania divenne una frontiera internazionale tra due stati sovrani.
Nel 2018 è stato aperto il primo valico di frontiera tra i due paesi, sebbene in un contesto di un peggioramento dello stato di sicurezza nella regione del Sahara.

## Insediamenti vicino al confine

### Algeria
- Garet Djebilet
- Chekria
- Touila

### Mauritania
- Chegga